# Holbein-Teppich
Der Begriff Holbein-Teppich bezeichnet in der Kunstgeschichte einen besonderen Typ antiker anatolischer Knüpfteppiche, die sich durch eine gemeinsame Farb- und Mustergestaltung auszeichnen. Hergestellt wurden sie seit dem 15. und bis ins 17. Jahrhundert in Westanatolien. Charakteristisch für diese Gruppe ist ein geometrisches Muster aus Reihen von Achtecken mit nach innen verflochtener Kontur. Diese wechseln sich mit versetzten Reihen von rautenförmigen Figuren ab, deren Kontur von Arabeskblättern gebildet wird. Letztere gehen von einem kreuzförmigen Mittelmotiv aus. Das komplizierte Muster erlaubt bei manchen Teppichen auch die folgende Lesart: Es ist aus kleinen, rhythmisch die Farbe wechselnden Quadraten mit Achteckfüllungen und Eckabschrägungen aufgebaut.

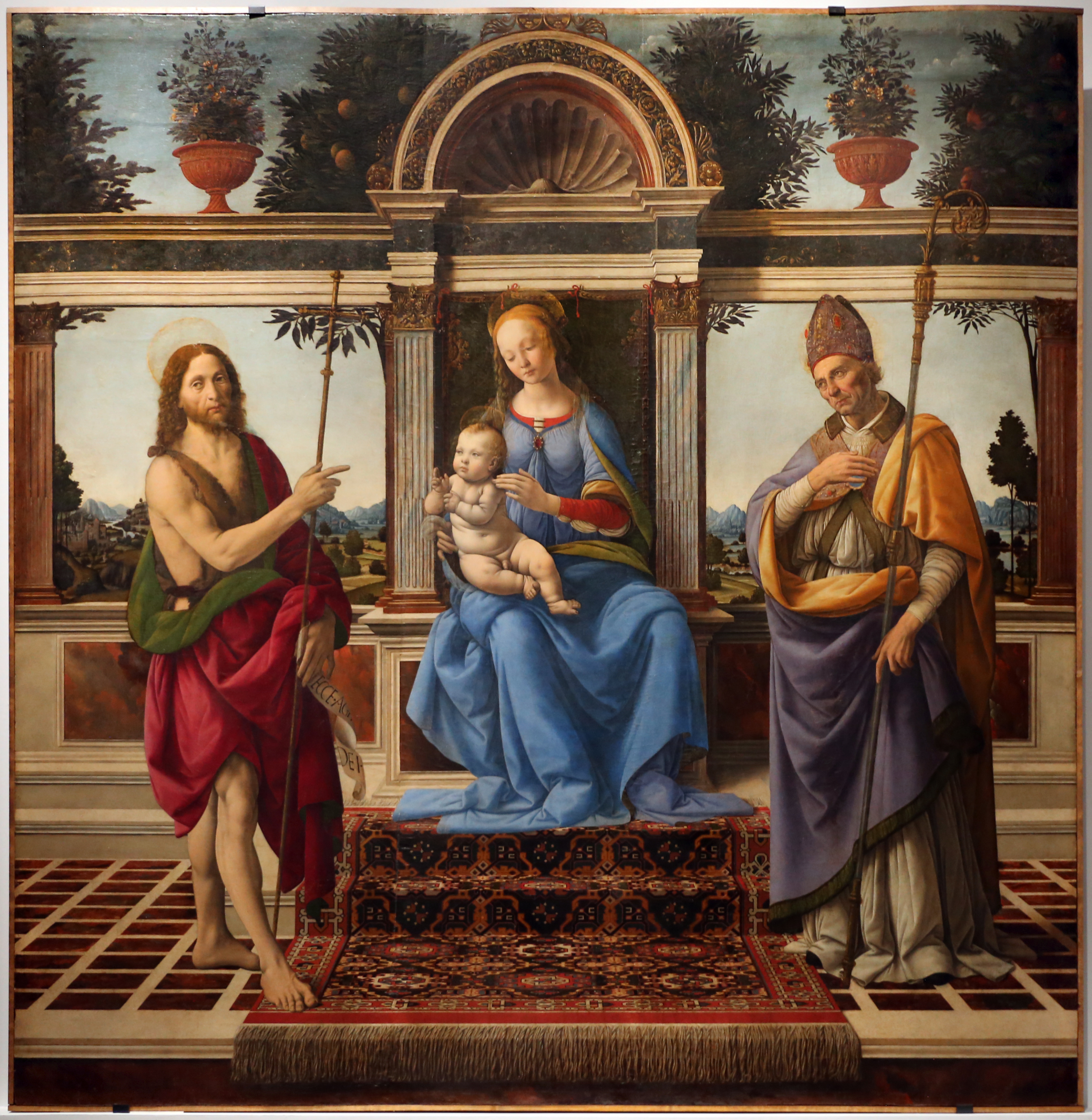
Verrocchio: Madonna mit Johannes dem Täufer und Donatus, entstanden zw. 1475 und 1483. Kleinmustriger „Holbein“-Teppich.

## Herkunft des Begriffs
Der Begriff wurde von europäischen Kunsthistorikern des 19. Jahrhunderts geprägt: Reich gestaltete islamische Teppiche gelangten seit dem 14. Jahrhundert in großer Zahl als Handelsware nach Westeuropa und übten auf die Maler der Renaissance großen Einfluss aus. Als europäische Kunstwissenschaftler wie Wilhelm von Bode gegen Ende des 19. Jahrhunderts anfingen, sich mit Orientteppichen als bedeutenden Erzeugnissen der islamischen Kunst auseinanderzusetzen, waren nur wenige erhaltene antike Teppiche bekannt. Daher konzentrierte sich die Forschung anfänglich auf die in Gemälden der Renaissancezeit abgebildeten Teppiche. Zur Klassifizierung der verschiedenen Teppichstile und zur leichteren Verständigung bedienten sich Bode und seine Nachfolger Friedrich Sarre, Ernst Kühnel sowie vor allem Kurt Erdmann der Namen der Renaissancemaler, auf deren Gemälden man die Teppiche abgebildet fand. Da das Entstehungsdatum der Gemälde bekannt war, bieten sie einen „Terminus ante quem“ zur Datierung der auf ihnen abgebildeten islamischen Teppiche. Da Teppiche mit dem oben beschriebenen Muster auf einigen Gemälden Hans Holbeins des Jüngeren abgebildet sind, erhielt die Teppichgattung den Namen dieses Malers.
„Holbein“-Teppiche finden sich schon auf Gemälden, die Jahrzehnte vor Holbein gemalt wurden. Die wohl älteste Darstellung findet sich auf einem Fresco von Piero della Francesca in der Kathedrale von Rimini von 1451. Aus dem Jahr 1460 stammt eine ähnliche Darstellung auf dem San-Zeno-Altar in Verona von Andrea Mantegna. Die spätesten bekannten Darstellungen sind die auf der „Konferenz im Somerset House“ von 1608 sowie ein 1655 datiertes Frauenporträt von Justus Sustermans. „Holbein“-Teppiche wurden somit fast 200 Jahre lang nach Europa exportiert und auf Gemälden dargestellt.

## Herkunft des Musters
Die wenigen aus der Zeit vor dem 14. Jahrhundert erhaltenen anatolischen Teppiche aus der Zeit der Rum-Seldschuken unterscheiden sich so deutlich vom Muster der „Holbein“-Teppiche, dass diese nicht als Weiterentwicklung der früheren Muster angesehen werden können. 1940 leitete Amy Briggs das „Holbein“-Muster anhand von Buchillustrationen und persischen Miniaturmalereien aus der künstlerischen Tradition der Timuridenzeit ab: Die Malereien zeigen Teppiche mit farbenprächtigen Muster aus gleich großen geometrischen Ornamenten, oft in Kassettenform angeordnet und von „kufischen“ Bordüren gerahmt, die aus der Islamischen Kalligraphie stammen. Timuridische Muster haben demnach sowohl in persischen als auch in anatolischen Teppichen der frühen Safaviden- und Osmanenzeit überdauert.

## Typen
Die Teppichmuster wurden von Kurt Erdmann nach vier Typen eingeteilt. Holbein selbst malte nur die großmustrigen Typen III und IV, beispielsweise in der Darmstädter Madonna (1526), im Portrait des Kaufmanns Georg Giese (1532) und in Die Gesandten (1533). Trotzdem wurde der Begriff „Holbein-Teppich“ unter Sammlern und Kunsthistorikern aus Bequemlichkeit und zur leichteren Verständigung beibehalten. Tatsächlich zählen „Holbein“-Muster zu den häufigsten auf Renaissance-Gemälden dargestellten Teppichmustern. Die Typen von „Holbein“-Teppichen sind:

### Typ I (kleinmustrig)
Die Motive dieses Teppichtyps sind klein und setzen sich aus regelmäßigen Reihen von aus Achtecken abgeleiteten Flechtmotiven mit innerem Stern in Viereckfassung sowie stilisiertem Rankenwerk an den Schnittpunkten zusammen. Die Borte hat meist ein zierlich verschlungenes Bandwerk in Weiß auf farbigem Grund, anfangs in Nachahmung kufischer Buchstaben, später als reines Stabwerk. Die Farben sind kräftig, meist auf dunkelrotem Grund. Ein Beispiel für einen kleinmustrigen Holbein-Teppich findet sich auf dem Gruppenporträt der „Somerset House-Konferenz“.

### Typ II
Heute werden diese Teppiche als Lotto-Teppiche bezeichnet.

### Typ III (großmustrig)
Die Motive im Feld sind denen des kleinmustrigen Typs ähnlich, aber größer proportioniert, so dass das Feld von wenigen Sternen in Achteckfassung gefüllt ist. Die großen Sterne oder Rauten sind in regelmäßigen Abständen angeordnet und von schmalen Streifen getrennt. Die quadratischen Abteilungen haben kein Medaillon („Gül“). Der Teppich in Holbeins Bild „Die Gesandten“ zeigt diesen Typ.

### Typ IV (großmustrig)
Die quadratischen Abteilungen enthalten ähnliche Oktogone oder "Gül"-Motive wie auf den kleinmustrigen Holbein-Teppichen. Im Gegensatz zu den anderen drei Typen, deren Ornamente gleichrangig und gleich groß nebeneinander angeordnet sind, besteht das Typ-IV-Muster aus einem deutlich größeren und vier kleineren Ornamenten. Diese Musteranordnung wird auch als „Quincunx“-Muster bezeichnet.